# Гусимка звичайна
Гусимка звичайна, різушка Таля, також арабідопсис Таля (Arabidopsis thaliana (L.) Heynh.) — маленька квіткова рослина, широко розповсюджена в Європі, Азії та північно-західній Африці. Її вперше знайшов у горах Гарцу і описав німецький ботанік Йоганес Таль (Johannes Thal) у шістнадцятому столітті і дав їй назву Pilosella siliquosa. З тих пір назва часто мінялась, аж поки не закріпилась версія Карла Ліннея. Завдяки короткому життєвому циклу і зручності в культивуванні in vitro, арабідопсис став одним з популярних модельних організмів у рослинній молекулярній біології і генетиці. Його геном є одним з найменших рослинних геномів і був прочитаний першим. Арабідопсис використовується у вивченні молекулярної природи фенотипових ознак, включно з цвітінням і чутливістю до світла.

## Анатомічні будова, морфологія і життєвий цикл
Різушка Таля — це непримітна, низька, однорічна трав'яниста рослина, квітконіс якої досягає 30 см в висоту. Листя зібране в прикореневу розетку, деякі листи розташовані і на квітконосі. Розуткові листки зубчасті, темно-зелені, іноді з пурпуровим відтінком, 1.5-5 см в довжину і 2-10 мм в ширину. Листя на квітконосі менше, має заокруглений гладкий край. Крім того, листя вкрите одноклітинними виростами волосками-трихомами. Квітки білі, 2-4 мм в діаметрі з архітектурою квітки, типовою для капустяних. Час цвітіння квітень-травень. Арабідопсис має плід стручок, 10-20 мм завдовжки, містить 20-30 насінин. Корінь стрижневий, сягає глибини до 40 см. В корінні спостерігається симбіоз з кореневими бактеріями Bacillus megaterium.
Життєвий цикл становить 6 тижнів. Квітки, переважно самозапильні, з'являються на 3-й тиждень.

## Арабідопсис як модельний організм
Арабідопсис Таля широко використовується як модельний організм у рослинній молекулярній біології і генетиці для вивчення законів і механізмів спадковості, а також генетичного контролю фізіологічних процесів
.
- Рослина має короткий життєвий цикл, невеликий розмір, дає багато насіння, є самозапильною і репрезентує основні загальні фізіологічні якості рослин (світлочутливість, розвиток вегетативних і генеративних органів), що робить її дуже зручним об'єктом для генетичних досліджень.
- Геном арабідопсиса невеликий за розміром, всього 157 мільйонів нуклеотидів, які становлять 5 хромосом[10], що є одним з найменших рослинних геномів. Його повне секвенування в рамках Arabidopsis Genome Initiative завершилось у 2000 році[11].
- За результатами секвенування визначено близько 27 000 генів, що кодують близько 35 000 білків[12]. Розташування генів на хромосомі також визначене і створені детальні карти.
- Генетична трансформація in planta арабідопсису за допомогою агробактерії — рутинний процес, що дозволяє легко маніпулювати з геномом, уникаючи процедури культивації in vitro[13].
- Розроблена технологія нокаут-мутантів для будь-якого гену, якщо ця мутація не є летальною. Існує європейська колекція мутантів European Arabidopsis Stock Centre [Архівовано 12 грудня 2001 у Wayback Machine.], де можна замовити насіння.

## Історія досліджень арабідопсису

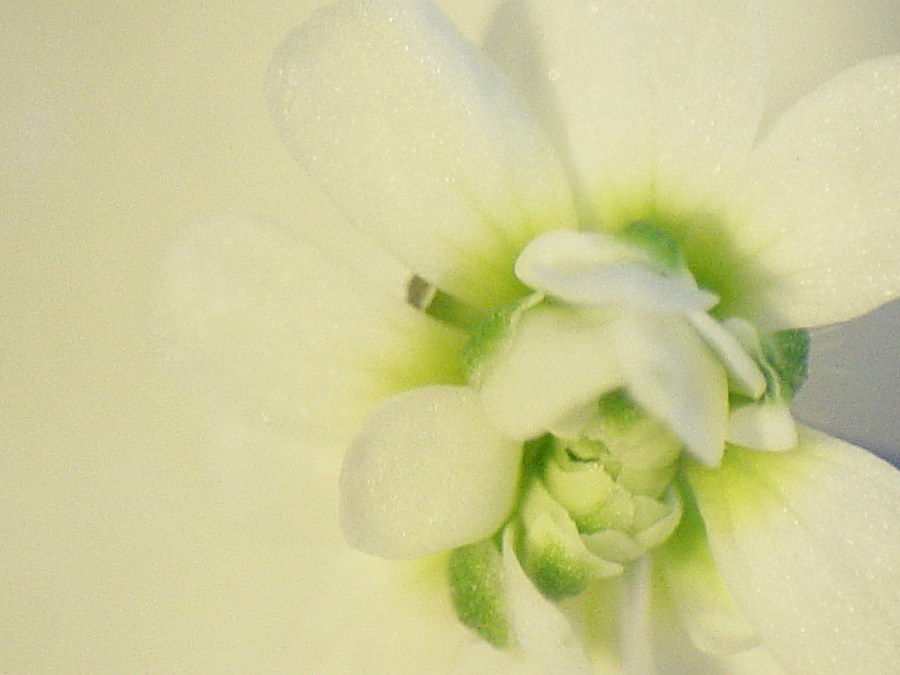
Мутант подвійної квітки арабідопсису, вперше задокументований у 1873 році

Перший мутант арабідопсису згадується в 1873 році в праці Олександра Брауна, який описав фенотип подвійної квітки, що тільки в 1990 році розшифровано як мутацію в гені Agamous.
В 1943 році арабідопсис запропоновано для використання як справжній модельний організм Фрідріхом Ляйбахом, який описав каріотип арабідопсису. Його студентка Ерна Райнгольц в 1945 році захистила дисертацію, де описала першу колекцію мутантів, які були отримані шляхом рентгенівського мутагенезу. Ляйбах продовжив поповнення колекції збиранням нових екотипів. Стараннями Альберта Кранца ця колекція розширилась і на сьогодні світова колекція містить 750 різних екотипів з усього світу.
Протягом 50-х і 60-х років минулого сторіччя сформувалось окрема наукова спільнота, яка займалась вже виключно генетикою арабідопсису. Перша міжнародна конференція, присвячена арабідопсису, відбулась у 1965 році в Ґьоттінґені.
У 80-х роках наукові дослідження арабідопсису поширюються в усьому світі. І вже в 1986 році трапився прорив, що стосувався використання технології генетичної трансформації, тоді ж був проклонований перший ген в арабідопсиса, що кодував алкогольдегідрогеназу. Відповідні публікації з'явились у журналі Science і PNAS.

## Деякі наукові відкриття, зроблені на арабідопсисі

### Розвиток квітки

Діаграма АВС моделі в арабідопсиса. Гени класу А (сині) контролюють розвиток чашолистків і пелюсток, гени класу В (жовті) відповідають за розвиток пелюсток і тичнок, а гени класу С (червоні) за розвиток тичинок і гінецію

Арабідопсис інтенсивно вивчався як модельний об'єкт розвитку квітки. Квітка, яка розвивається, має чотири основних органи: чашолистки, пелюстки, тичники і гінецей з маточкою.
Ці органи мають певне послідовне розташування: чотири чашолистки розташовані зовні, шість пелюсток всередині, потім шість тичинок і маточка в центрі. Але досить статись мутації в одному факторі транскрипції, як послідовність розташування органів міняється. Наприклад, мутація Agamous призводить до того, що пелюстки і маточка змінюються новою квіткою і формується характерний патерн чашолисток-пелюстка-пелюстка.
Спостереження подібних мутацій призвело до відкриття і формулювання Коеном і Меєровіцом універсального принципу розвитку квітки, яка має назву АВС модель розвитку квітки.
Згідно з цією моделлю, гени, які контролюють ідентичність меристеми суцвіття можна умовно розділити на три класи.
Гени класу А контролюють розвиток чашолистків і пелюсток, гени класу В відповідають за розвиток пелюсток і тичнок, а гени класу С — за розвиток тичинок і гінецію.

### Світлочутливість
Фоторецептори фітохрому А, B, C, D та E синьо-зеленого пігменту поглинають червоне і синє світло і формують рослинну світлочутливу відповідь. Вивчення функції цих рецепторів допомогло рослинним біологам зрозуміти сигнальні каскади, що регулюють фотоперіодичність, дозрівання, де-етіоляцію і уникання тіні у рослин.
На арабідопсисі вивчався генетичний базис фототропізму і механізм відкриття продихів на листку та інші процеси, індуковані синім світлом
Вищезгадані ознаки реагують на синє світло, яке вловлюється фототропними рецепторами. Крім цих рецепторів існують ще інші рецептори, які сприймають синє світло, цитохроми, які задіяні у формуванні циркадних ритмів.
Крім того, відповідь на світло знайдена також і в корінні, яке мало б бути нечутливим до світла. Корінню властиве явище гравіотропізму (або геотропізму). Мутанти, в яких поламаний ген, що спричиняє геотропізм, одночасно демонструють і негативний фототропізм на біле і синє світло, і позитивну відповідь на червоне світло
.

### Відхилення від спадковостізаконів Менделя
У 2005 рокі вчені університету Пердью припустили, що арабідопсису властивий альтернативний і досі невивчений шлях ДНК-репарації, що, можливо, є причиною відхилень від Менделівської спадкової передачі генів. Вчені досліджували гени, які задіяні в контролі епідермісу арабідопсису, шляхом аналізу мутантів з вадами в розвитку органів через дефекти епідермісу. Наприклад рослини, які мають мутацію в гені HOTHEAD, демонструють злиття органів, крім того, пилок має здатність проростати, не тільки потрапивши на маточку, а на будь-якій поверхні рослини. Оскільки мутація була гомозиготна і гени були дефектні в парі хромосом, то згідно з законами спадковості, в наступному поколінні очікувалось, що всі рослини будуть мутантні. Втім, у наступних поколіннях стабільно з'являлось 10 % рослин, які не несли мутації і мали нормальний фенотип. Протягом наступного року інтенсивного пошуку пояснень цьому несподіваному явищу вчені прийшли до висновку, що рослини якимось чином «кешують» свої версії деяких генів чотирьох попередніх поколінь і використовують «кешовані» версії для корекції мутованого гену HOTHEAD та інших одиночних нуклеотидних замін. Протягом року це була мабуть найгарячіша тема наукових диспутів. Вихідна гіпотеза полягала в тому, що «кешовані гени» зберігаються у вигляді РНК.
Втім, запропоновані й інші моделі, які можуть пояснити це явище, не вимагаючи нової теорії спадковості.
Остання версія пояснює феномен як простий артефакт забруднення іншим пилком, оскільки наступні дослідники не могли відтворити феномен у своїх експериментах. У відповідь на це зауваження, першодослідники явища погодились, що спостерігали перехресне запилення, втім це не пояснює, яким чином відновлюються обидві версії генів, що присутні в геномі.

### Космічні дослідження
Влітку 2008 року вченими Норвезького університету науки і технології за підтримки Європейського космічного агентства на борту Міжнародної космічної станції розпочалась серія експериментів Multigen [Архівовано 2 липня 2010 у Wayback Machine.], мета яких полягає у вивченні дії мікрогравітації на розвиток декількох поколінь рослин арабідопсису.
Проект складається з трьох основних модулів: MULTIGEN-1 передбачає культивацію кількох поколінь зі спостереженнями особливостей росту і розвитку з насінини до насінини. Отримане насіння повертається на Землю для подальшого вивчення проростання і морфорлогічних тестів.
MULTIGEN-2 передбачає аналіз експресії генів основних метаболітичних шляхів у рослин, які перебували в стані невагомості. Для цього збирається і фіксується рослинний матеріал на певних стадіях розвитку на борту космічної станції, а аналіз проводиться на Землі.
MULTIGEN-3 передбачає спостерігання процесів кореневого руху з метою виявити природу гравіо- або геотропізму.
Пілотний експеримент з симуляцією на Землі умов, подібних до умов на космічній станції, показав, що на рух коренів впливають коливання субстрату, але також можливий вплив зміни сили прискорення (тяжіння або доцентрової сили).
У травні 2022 року повідомлено, що в Інституті харчових і сільськогосподарських наук Університету Флориди (США) насіння гусимки звичайної успішно проросло в зразках місячного ґрунту, отриманого під час місії «Аполлон».

### Наукові дослідження арабідопсису в Україні
Незважаючи на численні переваги і широкі можливості використання арабідопсису в лабораторних наукових дослідженнях, українська рослинна наука стоїть все ще осторонь від арабідопсисної наукової спільноти. Втім, протягом останнього десятиріччя опубліковано ряд наукових статей і захищено кілька дисертацій з генетики арабідопсису, які зроблені переважно в Інститут клітинної біології та генетичної інженерії та деякі з них у співпраці з західними науковими установами.
Вивчені можливості одночасного переносу декількох генів у геном арабідопсису, отримані соматичні гібриди між лініями ядерних трансформантів арабідопсису, що містять Spm/dSpm систему мобільних елементів, розроблені трансгенні лінії арабідопсису, чутливі до хімічних мутагенів, що можуть використовуватись для моніторингу забруднення довкілля.